# Cratere Idel'son
Idel'son è un cratere lunare di 59,82 km situato nella parte sud-occidentale della faccia nascosta della Luna.
Il cratere è dedicato all'astronomo sovietico Naum Il'ič Idel'son.

## Crateri correlati
Alcuni crateri minori situati in prossimità di Idel'son sono convenzionalmente identificati, sulle mappe lunari, attraverso una lettera associata al nome.
| Idel'son | Coordinate             | Diametro (in km) |
| -------- | ---------------------- | ---------------- |
| L        | 83°59′24″S 118°33′36″E | 28,04            |